# Canton du Libournais-Fronsadais
Pour les articles homonymes, voir Libournais et Fronsadais (homonymie).
Le canton du Libournais-Fronsadais est une circonscription électorale française du département de la Gironde.

## Histoire
Un nouveau découpage territorial de la Gironde entre en vigueur à l'occasion des premières élections départementales suivant le décret du 20 février 2014. Les conseillers départementaux sont, à compter de ces élections, élus au scrutin majoritaire binominal mixte. Les électeurs de chaque canton élisent au Conseil départemental, nouvelle appellation du Conseil général, deux membres de sexe différent, qui se présentent en binôme de candidats. Les conseillers départementaux sont élus pour 6 ans au scrutin binominal majoritaire à deux tours, l'accès au second tour nécessitant 12,5 % des inscrits au 1er tour. En outre la totalité des conseillers départementaux est renouvelée. Ce nouveau mode de scrutin nécessite un redécoupage des cantons dont le nombre est divisé par deux avec arrondi à l'unité impaire supérieure si ce nombre n'est pas entier impair, assorti de conditions de seuils minimaux. Dans la Gironde, le nombre de cantons passe ainsi de 63 à 33.
Le canton du Libournais-Fronsadais est formé de communes des anciens cantons de Libourne (8 communes, les communes de Saint-Émilion et Saint-Sulpice-de-Faleyrens appartenant à la communauté de communes du Grand Saint-Émilionnais étant transférées dans le nouveau canton des Coteaux de Dordogne) et de Fronsac (les 16 communes). Il est entièrement inclus dans l'arrondissement de Libourne. Le bureau centralisateur est situé à Libourne.

## Géographie
À cheval sur les deux rives de la Dordogne et remontant vers la confluence, le canton du Libournais-Fronsadais est en majeure partie implanté sur la rive droite. Seules quatre communes de l'ancien canton de Libourne appartenant à la communauté de communes du Sud-Libournais (Izon, Vayres, Arveyres et Cadarsac, la cinquième, Saint-Germain-du-Puch, étant transférée dans le nouveau canton des Coteaux de Dordogne) se trouvent sur le territoire de la région naturelle de l'Entre-deux-Mers sur la rive gauche.

## Représentation
| Période élective | Période élective | Mandat | Mandat   | Identité          | Nuance | Nuance | Qualité                                                                                        |
| ---------------- | ---------------- | ------ | -------- | ----------------- | ------ | ------ | ---------------------------------------------------------------------------------------------- |
| 2015             | 2021             | 2015   | 2021     | Jean-Henri Galand |        | PS     | maire de La Lande-de-Fronsac Conseiller départemental délégué à l'égalité femme-homme          |
| 2015             | 2021             | 2015   | 2021     | Isabelle Hardy    |        | PS     | adjoint au maire de Libourne jusqu'en 2020 Ancienne conseillère générale du Canton de Libourne |
| 2021             | 2028             | 2021   | en cours | Jean-Henri Galand |        | PS     | maire de La Lande-de-Fronsac, 12ème Vice-Président (mobilités et infrastructures)              |
| 2021             | 2028             | 2021   | en cours | Agnès Sejournet   |        | EELV   | Adjointe au maire de Libourne                                                                  |

### Résultats détaillés

#### Élections de mars 2015
À l'issue du 1er tour des élections départementales de 2015, trois binômes sont en ballottage : Gonzague Malherbe et Anne-Christine Royal (FN, 29,86 %), Jean Galand et Isabelle Hardy (PS, 29 %) et Rodolphe Guyot et Anne-Marie Roux (Union de la Droite, 28,61 %). Le taux de participation est de 50,25 % (18 349 votants sur 36 515 inscrits) contre 50,54 % au niveau départemental et 50,17 % au niveau national.
Au second tour, Jean Galand et Isabelle Hardy (PS) sont élus avec 39,28 % des suffrages exprimés et un taux de participation de 53,8 % (7 407 voix pour 19 646 votants et 36 519 inscrits).

#### Élections de juin 2021
Le premier tour des élections départementales de 2021 est marqué par un très faible taux de participation (33,26 % au niveau national). Dans le canton du Libournais-Fronsadais, ce taux de participation est de 33,25 % (12 613 votants sur 37 931 inscrits) contre 33,41 % au niveau départemental. À l'issue de ce premier tour, deux binômes sont en ballottage : Jean-Henri Galand et Agnès Sejournet (Union à gauche avec des écologistes, 50,52 %) et Marie-Thérèse Alonso et Gonzague Pascal Marie Vianney Malherbe (Union Extrême droite, 27,98 %).
Le second tour des élections est marqué une nouvelle fois par une abstention massive équivalente au premier tour. Les taux de participation sont de 34,36 % au niveau national, 33,6 % dans le département et 34,14 % dans le canton du Libournais-Fronsadais. Jean-Henri Galand et Agnès Sejournet (Union à gauche avec des écologistes) sont élus avec 65,08 % des suffrages exprimés (7 801 voix pour 12 950 votants et 37 937 inscrits),,.

## Composition
Le canton du Libournais-Fronsadais comprend vingt-quatre communes entières.
| Nom                              | Code Insee | Intercommunalité | Superficie (km2) | Population (dernière pop. légale) | Densité (hab./km2) | Modifier                                    |
| -------------------------------- | ---------- | ---------------- | ---------------- | --------------------------------- | ------------------ | ------------------------------------------- |
| Libourne (bureau centralisateur) | 33243      | CA du Libournais | 20,63            | 24 668 (2022)                     | 1 196              | modifier les données · modifier les données |
| Arveyres                         | 33015      | CA du Libournais | 17,27            | 2 058 (2022)                      | 119                | modifier les données · modifier les données |
| Asques                           | 33016      | CC du Fronsadais | 6,28             | 436 (2022)                        | 69                 | modifier les données · modifier les données |
| Les Billaux                      | 33052      | CA du Libournais | 6,26             | 1 163 (2022)                      | 186                | modifier les données · modifier les données |
| Cadarsac                         | 33079      | CA du Libournais | 2,28             | 345 (2022)                        | 151                | modifier les données · modifier les données |
| Cadillac-en-Fronsadais           | 33082      | CC du Fronsadais | 3,81             | 1 341 (2022)                      | 352                | modifier les données · modifier les données |
| Fronsac                          | 33174      | CC du Fronsadais | 15,29            | 1 120 (2022)                      | 73                 | modifier les données · modifier les données |
| Galgon                           | 33179      | CC du Fronsadais | 15,18            | 3 109 (2022)                      | 205                | modifier les données · modifier les données |
| Izon                             | 33207      | CA du Libournais | 15,59            | 6 347 (2022)                      | 407                | modifier les données · modifier les données |
| Lalande-de-Pomerol               | 33222      | CA du Libournais | 8,25             | 631 (2022)                        | 76                 | modifier les données · modifier les données |
| La Lande-de-Fronsac              | 33219      | CC du Fronsadais | 8,53             | 2 739 (2022)                      | 321                | modifier les données · modifier les données |
| Lugon-et-l'Île-du-Carnay         | 33259      | CC du Fronsadais | 10,94            | 1 391 (2022)                      | 127                | modifier les données · modifier les données |
| Mouillac                         | 33295      | CC du Fronsadais | 1,87             | 89 (2022)                         | 48                 | modifier les données · modifier les données |
| Pomerol                          | 33328      | CA du Libournais | 6,24             | 608 (2022)                        | 97                 | modifier les données · modifier les données |
| La Rivière                       | 33356      | CC du Fronsadais | 3,22             | 412 (2022)                        | 128                | modifier les données · modifier les données |
| Saillans                         | 33364      | CC du Fronsadais | 6,22             | 368 (2022)                        | 59                 | modifier les données · modifier les données |
| Saint-Aignan                     | 33365      | CC du Fronsadais | 2,75             | 195 (2022)                        | 71                 | modifier les données · modifier les données |
| Saint-Germain-de-la-Rivière      | 33414      | CC du Fronsadais | 4,28             | 398 (2022)                        | 93                 | modifier les données · modifier les données |
| Saint-Michel-de-Fronsac          | 33451      | CC du Fronsadais | 5,49             | 515 (2022)                        | 94                 | modifier les données · modifier les données |
| Saint-Romain-la-Virvée           | 33470      | CC du Fronsadais | 7,82             | 948 (2022)                        | 121                | modifier les données · modifier les données |
| Tarnès                           | 33524      | CC du Fronsadais | 1,45             | 298 (2022)                        | 206                | modifier les données · modifier les données |
| Vayres                           | 33539      | CA du Libournais | 14,46            | 4 414 (2022)                      | 305                | modifier les données · modifier les données |
| Vérac                            | 33542      | CC du Fronsadais | 8,59             | 907 (2022)                        | 106                | modifier les données · modifier les données |
| Villegouge                       | 33548      | CC du Fronsadais | 13,84            | 1 291 (2022)                      | 93                 | modifier les données · modifier les données |
| Canton du Libournais-Fronsadais  | 3316       |                  | 206,54           | 55 791 (2022)                     | 270                | modifier les données                        |

## Démographie
En 2022, le canton comptait 55 791 habitants, en évolution de +3,07 % par rapport à 2016 (Gironde : +6,91 %, France hors Mayotte : +2,11 %).
| 2013   | 2018   | 2022   |
| ------ | ------ | ------ |
| 52 375 | 54 281 | 55 791 |